# Rumbek Airport
Rumbek Airport är en flygplats i Sydsudan. Den ligger i den centrala delen av landet, 300 kilometer nordväst om huvudstaden Juba. Rumbek Airport ligger 419 meter över havet.
Terrängen runt Rumbek Airport är mycket platt. Närmaste större samhälle är Rumbek, 2,3 kilometer söder om Rumbek Airport.
Omgivningarna runt Rumbek Airport är huvudsakligen savann. Runt Rumbek Airport är det glesbefolkat, med 17 invånare per kvadratkilometer.